# Ophiacodontidae
De Ophiacodontidae zijn een familie van basale Synapsida, ('zoogdierreptielen'), behorend tot de Eupelycosauria, uit het Laat-Carboon en Vroeg-Perm.

## Naamgeving en definitie
In 1923 benoemde baron Franz Nopcsa een familie Ophiacodontidae om Ophiacodon een plaats te geven.
In 2012 definieerde Roger Benson de Ophiacodontidae als een klade, monofyletische afstammingsgroep: de groep bestaande uit Ophiacodon mirus en alle taxa nauwer verwant aan Ophiacodon mirus dan aan Varanops brevirostris, Eothyris parkeyi, Casea broilii, Edaphosaurus cruciger of Sphenacodon ferox.

## Evolutie
De oudste bekende synapsiden, waaronder Archaeothyris florensis en Echinerpeton intermedium, uit het Laat-Carboon van Nova Scotia (Canada), 311 miljoen jaar oud, behoren tot de Ophiacodontidae. Ze vormen echter niet de meest basale synapsiden. Er moet nog een eerder afsplitsingspunt geweest zijn, van de Caseasauria.
Ophiacodontiden werden al in 1875 beschreven maar er zijn maar weinig fossielen van gevonden. Een achttal genera is bekend, waaronder Baldwinonus, Clepsydrops, Echinerpeton, Stereophallodon en Stereorhachis. De positie van Protoclepsydrops is nog onduidelijk. De belangrijkste resten zijn van Varanosaurus en Ophiacodon. De naamgever van de familie Ophiacodon komt uit het Vroeg-Perm van Noord-Amerika. Het was een tijdgenoot van onder meer Dimetrodon. Op het eind van het vroege Perm stierven de Ophiacodontidae kennelijk uit.

## Beschrijving
De Ophiacodontidae variëren in omvang van klein tot groot. Sommige exemplaren van Ophiacodon zijn 3,6 meter lang.

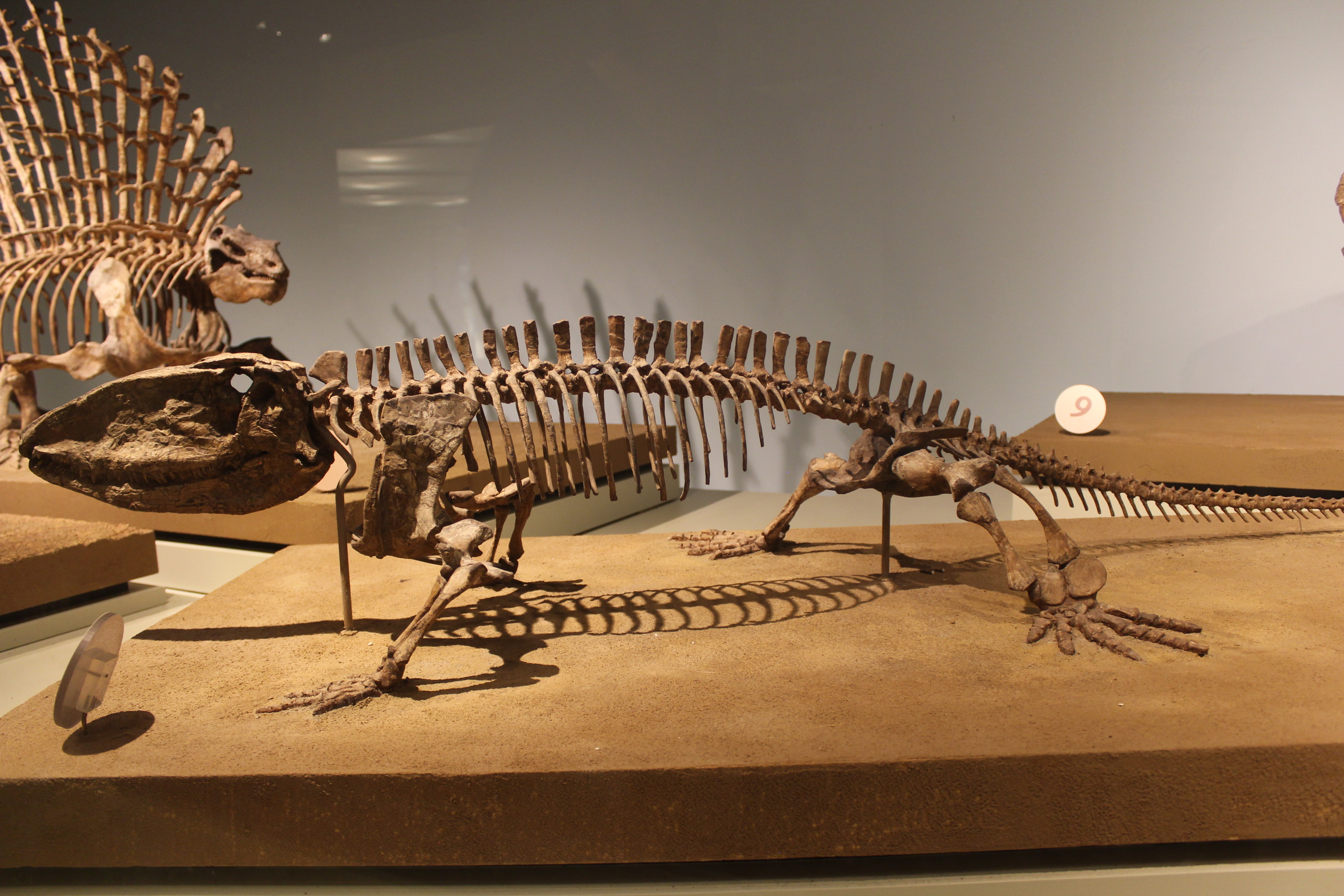
Skelet van O. mirus

De ophiacodontiden hebben hun gemeenschappelijke nieuwe kenmerken, synapomorfieën. Daarvan zijn er verschillende geopperd. De snuit is minstens tweemaal zo lang als het gedeelte van de schedel achter de oogkas. Het neusbeen is langer dan het voorhoofdsbeen. De verdikking van het bovenkaaksbeen die de hoektand huisvest, heeft een slanke opgaande tak. Het opisthoticum aan de achterste hersenpan heeft een korte verdikte tak naar de processus paroccipitalis, het zijuitsteeksel van het achterhoofd. In de nek is het doornuitsteeksel van de draaier sterk verbreed. Alleen de voorste sacrale rib raakt het darmbeen direct. Het darmbeen heeft bovenop een groeve. Het zitbeen heeft een lange en slanke achterste tak.
Ophiacodon en Varanosaurus, de enige genera waarvan we een goed beeld hebben, zijn vrij forse dieren. Ze hebben geen heel opmerkelijke bouw en worden vaak aangeduid als standaard basale synapsiden. Ze hebben een grote, hoge, smalle schedel. De onderkaken zijn slank en dragen eenvormige kegelvormige tanden. Er zijn echter toch wat eigenaardigheden. De wervels zijn afwisselend hoger en lager, een basaal kenmerk dat gedeeld wordt door vroege Sauropsida. De verbening van het skelet is opmerkelijk gering. Zelfs bij volwassen dieren zijn de botten van de hersenpan niet vergroeid.

## Fylogenie
Voor 1923 werden zulke vormen wel ingedeeld bij de Poliosauridae, een begrip dat niet meer in zwang is. Alfred Sherwood Romer en Ivor Price meenden dat de Ophiacodontidae samen met de Eothyrididae een groep Ophiacodontia vormden. Naar huidige inzichten is dat niet zo en het begrip Ophiacodontia is daarmee overbodig geworden.
Tot voor kort vonden de meeste analyses de Ophiacodontidae boven de Varanopidae en onder de Sphenacodontidae in de stamboom. In 2012 echter had een analyse van Benson tot resultaat dat Ophiacodontidae en de Varanopidae zustergroepen waren en buiten de Eupelycosauria vielen, basaler staand dan de Caseasauria. Dat zou veel basale kenmerken van hun bouw verklaren. In 2017/2018 vond Benson de Varanopidae zelfs buiten de Synapsida, in de Sauropsida. Het is nog onduidelijk wat dit voor de Ophiacodontidae betekent.

## Levenswijze
Traditioneel worden de Ophiacodontidae als viseters gezien op grond van hun kegelvormige tanden die geschikt zijn om een glibberige prooi te pakken. Daarbij is hun wervelkolom zeer soepel en is de mate van verbening van het skelet gering, wat een typisch kenmerk is voor landdieren die weer het water hebben opgezocht. Verder lijkt de botstructuur met een dichte buitenwand en een sterk dooraderde binnenzone nogal op die van tegenwoordige semi-aquatische dieren. In het Carboon vormden vissen ook een belangrijk deel van de beschikbare prooimassa.
Tegenwoordig wordt echter de rol van viseter betwijfeld. De conische tanden zouden ook tegen landdieren werken en het lichaam lijkt net speciaal gebouwd om te zwemmen: het mist een verticaal afgeplatte romp en een horizontaal afgeplatte staart. De zware kop lijkt ook vooral tegen landdieren nuttig. De botstructuur is ook gezien als een aanwijzing voor snelle groei en een hogere stofwisseling. Overigens was in het Carboon en Vroeg-Perm het onderscheid tussen landdier en vis wat vaag, gezien de vele 'amfibieën'.